# Emor Shalom
 (хебр. אמור שלום; у преводу Реци здраво) песма је израелског женског тројца Chocolate, Menta, Mastik на хебрејском језику, која је представљала Израел на Песми Евровизије 1976. у Хагу. Био је то четврти узастопни наступ Израела на том такмичењу. Музику је компоновао Мати Каспи, док је текст писао познати израелски текстописац Ехуд Манор. 
Током финалне вечери Евросонга која је одржана 3. априла, израелске представнице су наступиле као четврте по реду, а оркестром је током наступа уживо дириговао Мати Каспи. Након гласања чланова стручног жирија из свих земаља учесница, песма Emor Shalom је са 77 освојених бодова заузела укупно 6. место у конкуренцији 18 композиција.

## Поени у финалу
| 12 поена | 10 поена         | 8 поена               | 7 поена                 | 6 поена                         |
| -------- | ---------------- | --------------------- | ----------------------- | ------------------------------- |
| —        | Италија          | Немачка · Југославија | Швајцарска · Луксембург | Уједињено Краљевство · Аустрија |
| 5 поена  | 4 поена          | 3 поена               | 2 поена                 | 1 поен                          |
| Белгија  | Ирска · Норвешка | Финска                | Холандија · Португалија | Шпанија · Монако                |